# William Tite
Sir William Tite (7 de febrero de 1798 - 20 de abril de 1873) fue un arquitecto británico, autor de varios edificios en Londres, entre los que figuran los proyectos de la Bolsa Real, de la Estación de Nine Elms y del cementerio de West Nordwood. Miembro del parlamento por la circunscripción de Bath desde 1855 hasta su muerte, también presidió durante dos etapas el Real Instituto de Arquitectos Británicos.

## Primeros años y comienzo de su carrera
Tite nació en la parroquia de San Bartolomé el Grande en la ciudad de Londres, en febrero de 1798, y era hijo de un comerciante de productos rusos llamado Arthur Tite.
Completó su formación con David Laing, arquitecto de la nueva Custom House y topógrafo de la parroquia de St Dunstan-in-the-East. Tite ayudó a Laing en la reconstrucción de la iglesia de St Dunstan, y según un artículo publicado en el "Architect" en 1869, diseñó por completo el nuevo edificio, ya que el propio Laing no tenía conocimientos sobre arquitectura gótica.
En 1827-8 construyó la iglesia escocesa de Regent Square, en el barrio de St Pancras de Londres, por encargo del clérigo Edward Irving, un edificio de estilo neogótico parcialmente inspirado en la catedral de York. Diez años más tarde colaboró con Charles Robert Cockerell en el diseño de la oficina central del Banco de Londres & Westminster en el barrio londinense de Lothbury.

## La Bolsa Real

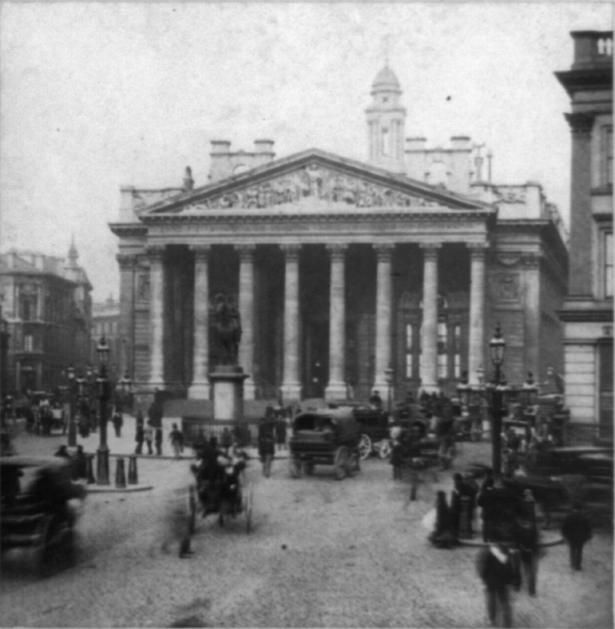
La Bolsa Real, hacia 1855

La reconstrucción de la Bolsa Real, inaugurada en 1844, fue la mayor empresa de Tite. El edificio anterior fue destruido por un incendio en 1838, y al año siguiente se llevó a cabo un concurso para diseñar sustituirlo. Cuando no pudo resolverse el concurso, se llevó a cabo una segunda competición limitada entre Tite, Charles Robert Cockerell, George Gwilt, Charles Barry y Robert Smirke. El diseño ganador de Tite tiene un imponente pórtico de entrada de ocho columnas, inspirado en el Panteón de Roma, mientras que los otros lados del edificio se basan en modelos renacentistas italianos.

## Estaciones de tren
Tite fue el arquitecto del Ferrocarril de los Condados del Este, del Ferrocarril de Londres y Blackwall, y del Ferrocarril de Gravesend y el Suroeste, y en Francia de los que conectaban París y Rouen y Rouen y Le Havre. Un artículo en el "Architect" citaba la estación en Rouen, con una cubierta de casi 90 pies (27,4 m) de luz, como un ejemplo de su habilidad estructural. Tite diseñó muchas de las primeras estaciones de tren en Gran Bretaña, incluyendo:
- Las terminales del Ferrocarril de Londres y del Suroeste en Vauxhall (Nine Elms), la Terminal de Southampton, Gosport y Windsor Riverside
- Las terminales del Ferrocarril de Londres y Blackwall en Minories y Blackwall (1840)
- Carnforth, Carlisle Citadel y Lancaster Castle (1846–1847)
- La mayoría de las estaciones en el Ferrocarril de Caledonia y en el Ferrocarril Central Escocés, incluidas Edimburgo (1847–1848) (no construidas) y Perth (1847–1848)
- Barnes, Barnes Bridge, Chiswick y Kew Bridge (1849)
- Estaciones entre Yeovil y Exeter, incluidas Axminster y la ahora demolida Honiton.

Su estación en Carlisle fue construida en estilo neo-Tudor, con una fachada de unos 400 pies (121,9 m) de longitud, dividida en varias volúmenes. En el centro de la fachada había un pórtico con cinco arcos, con contrafuertes y pináculos. Las salas de los restaurantes tenían "un techo de madera abierto y miradores o bahías, que recuerdan a los comedores de antaño".

## Cementerios

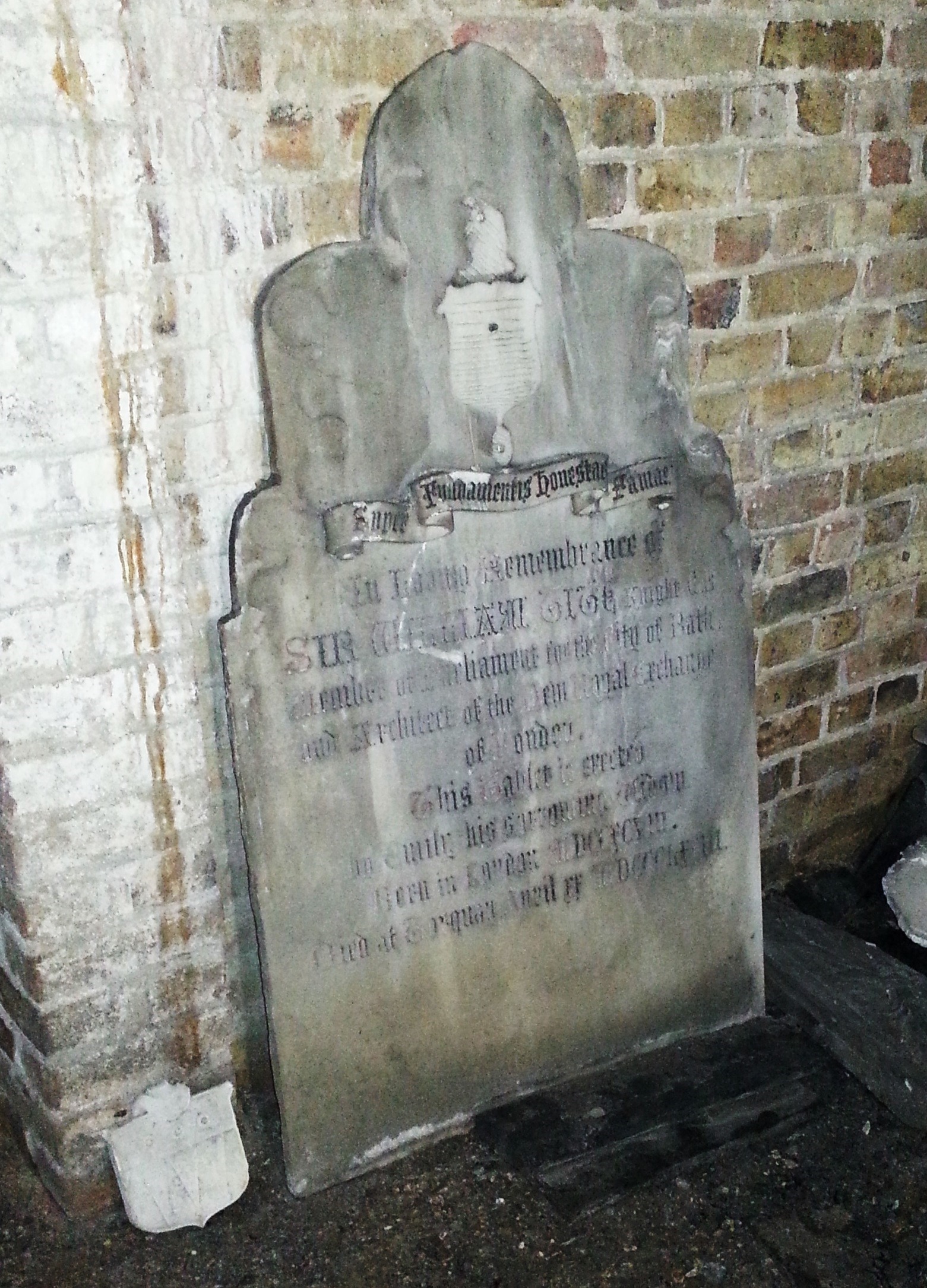
Placa conmemorativa de William Tite en la cripta del cementerio de West Norwood (2014)

Como miembro del consejo de administración de la Compañía de Cementerios Metropolitanos del Sur, diseñó su primer cementerio en Norwood en 1836 y diseñó allí varios monumentos y capillas importantes. Si bien los diseños de cementerios anteriores habían seguido un estilo clásico, el diseño de Tite fue el primero en emplear el estilo neogótico junto con el paisajismo, que posteriormente se consideró el arquetipo de los cementerios futuros.
Entre 1853 y 1854, con Sydney Smirke, ajardinó el Cementerio de Brookwood situado cerca de Woking, en Surrey, para la London Necropolis Company.
Manteniendo su asociación con los ferrocarriles, este cementerio fue atendido por un servicio de tren especial que circulaba desde la Estación de la compañía London Necropolis, situada junto a la Estación de Waterloo en el centro de Londres.
Entre 1858 y 1859 construyó una iglesia conmemorativa de estilo neobizantino en Gerrards Cross, Buckinghamshire.

## Vida posterior
El trabajo activo de Tite como arquitecto cesó unos veinte años antes de su muerte (sin embargo, en reconocimiento a sus contribuciones, recibió la Royal Gold Medal del RIBA en 1856).
En 1851 visitó Italia tras haber padecido una grave enfermedad. En 1854 se postuló para el parlamento, disputando sin éxito la circunscripción de Barnstaple como representante del Partido Liberal, pero al año siguiente resultó elegido miembro del parlamento por Bath, cargo que ostentó hasta su muerte. Se opuso enérgicamente a la propuesta de Sir George Gilbert Scott de construir el nuevo Ministerio de Relaciones Exteriores y de la Mancomunidad de Naciones y otros edificios gubernamentales adyacentes al Edificio del Tesoro en Whitehall en estilo neogótico. Fue nombrado caballero en 1869 y se convirtió en miembro de la Orden de Bath al año siguiente. Tite tenía un amplio conocimiento de la literatura inglesa y era un buen lingüista y amante de los libros antiguos. Fue elegido miembro de la Royal Society en 1835 y miembro de la Sociedad de Eruditos de Londres en 1839. Así mismo, presidió la Camden Society y el Royal Institute of British Architects.
Ejerció como director del Banco de Londres y Westminster y como gobernador del Banco de Egipto. En 1856 fue nombrado miembro del Comité Selecto sobre la Carta Constitutiva del Banco. Formó parte del Gabinete Metropolitano de Obras, y ejerció como magistrado de Middlesex y Somerset y como teniente adjunto del ayuntamiento de Londres. También fue gobernador del Hospital Saint Thomas de Londres, donde se le conmemora con la Beca William Tite, al mejor estudiante de primer año, con las más altas calificaciones agregadas en Anatomía y Fisiología. Después de más de 125 años, este premio ha sido asumido por el King's College de Londres, donde aún se otorga por la excelencia en el curso de medicina preclínica.
Murió el 20 de abril de 1873 en Torquay y fue enterrado en una cripta del Cementerio Metropolitano Sur. Tite Street, que situada al noroeste del Chelsea Embankment de Londres, lleva su nombre.

## Galería de imágenes
|  |  |  |  |